# Nancy Drew: Secret of the Old Clock
Secret of the Old Clock es la duodécima entrega de la serie de juegos de aventuras point-and-click Nancy Drew de Her Interactive. El juego está disponible para jugar en plataformas Microsoft Windows. Tiene una clasificación ESRB de E por momentos de violencia leve y peligro. Los jugadores asumen la perspectiva en primera persona de la detective amateur ficticia Nancy Drew y deben resolver el misterio interrogando a los sospechosos, resolviendo acertijos y descubriendo pistas. Hay dos niveles de juego, el modo detective junior y el modo detective senior, cada uno de los cuales ofrece un nivel de dificultad diferente de acertijos y pistas; sin embargo, ninguno de estos cambios afecta la trama real del juego. El juego fue creado para conmemorar el 75 aniversario de la creación de Nancy Drew. Se basa en los primeros cuatro libros de Nancy Drew publicados: The Secret of the Old Clock, The Hidden Staircase, The Bungalow Mystery, y The Mystery at Lilac Inn.

## Trama
El juego se desarrolla en 1930, al comienzo de la Gran Depresión en la pequeña ciudad ficticia de Titusville, Illinois. A Nancy Drew le han pedido que vaya al Lilac Inn para ver a Emily Crandall, a quien Nancy conoce solo a través de un amigo en común. La madre de Emily murió hace un mes, dejándola a cargo de la posada con la ayuda de su tutora, Jane Willoughby. Emily y su madre habían estado contando con la generosidad de su amable pero extraño vecino, Josiah Crowley, para que les dejara parte de su propiedad para mantener la posada que poseen. Pero en su testamento, todo quedó en manos de Richard Topham, su profesor de ESP. Cuando Nancy llega a la posada, se encuentra con un misterio que involucra joyas robadas, un testamento perdido, persecuciones de automóviles y muchas aventuras.

## Desarrollo

### Personajes
- Nancy Drew - Nancy es una detective aficionada de 18 años de la ciudad ficticia de River Heights en Estados Unidos. Ella es el único personaje jugable en el juego, lo que significa que el jugador debe resolver el misterio desde su perspectiva.
- Emily Crandall - Emily, de 17 años, dirige el Lilac Inn con la ayuda de su tutora, Jane, mientras lamenta en silencio la reciente pérdida de su madre. Ella está plagada de sucesos extraños: los objetos en la pared se mueven, los susurros llaman desde las sombras y las cosas desaparecen misteriosamente y luego reaparecen, según dice.
- Jane Willoughby - Gloria Crandall, la madre de Emily, le pidió a Jane que cuidara a su hija en caso de que le sucediera algo. Jane está haciendo todo lo posible para ayudar a Emily, pero no sabe mucho sobre cómo criar niños o administrar una posada. Jane está tratando de convencer a Emily de vender la posada y dividir las ganancias con ella.
- Richard Topham - Un autoproclamado experto en percepción extrasensorial, Richard Topham vive cerca de Lilac Inn, en la casa que una vez perteneció a Josiah Crowley. Actualmente sirve como la "Escuela para el Estudio y Desarrollo de Poderes Paranormales" de Topham. Topham fue quien heredó la propiedad y el dinero de Josiah, a pesar de que Josiah le dijo a Emily que ella y su madre estarían incluidas en su testamento.
- Jim Archer - Jim Archer es un hombre de negocios bondadoso, pero secretamente desesperado, que está tratando de superar la Gran Depresión. Aunque siempre está sonriendo, el banco que posee está al borde del fracaso.

### Elenco
- Nancy Drew - Lani Minella
- Carson Drew -Dennis Regan
- Jane Willoughby - Sarah Papineau
- Emily Crandall - Walayn Sharples
- Richard Topham / Voces adicionales - Tim Moore
- Jim Archer - Ben Laurance
- Sra. O'Shea / Voces adicionales - Amy Broomhall
- Señorita Jakowski / Voces adicionales - Megan Hill
- El señor Phelps / Voces adicionales - Chris Spott
- Tubby Telegram Guy / Voces adicionales - Jonah von Spreekin
- Bess Marvin - Alisa Murray
- George Fayne - Patty Pomplun
- Uri el Gato - Cory el Gato[3]

## Recepción
Según el sitio web agregador de reseñas Metacritic, Secret of the Old Clock recibió «críticas generalmente favorables» de los críticos. Charles Herold del New York Times calificó a Secret of the Old Clock como «agradable pero intrascendente», y señaló que era «uno de los juegos más cortos y fáciles de la serie».